# Onychognathus walleri
Onychognathus walleri е вид птица от семейство Скорецови (Sturnidae).

## Разпространение
Видът е разпространен в Бурунди, Екваториална Гвинея, Замбия, Камерун, Демократична република Конго, Кения, Малави, Нигерия, Руанда, Судан, Танзания, Уганда и Южен Судан.